# Ored Arner
Ored Anders Arner, född 18 september 1917 i Umeå, död 21 januari 2007 i Danderyds kommun, var en svensk professor i kirurgi.
Ored tog läkarexamen vid Karolinska Institutet i Stockholm, blev 1952 doktor i kirurgi vid samma institution och 1956 överläkare på Karolinska Sjukhuset. Han blev även professor i kirurgi samt senare i livet jubeldoktor. Ored har tillfört många viktiga upptäckter inom sitt område  och har bland annat en kirurgnål uppkallad efter sig. Under sin tid som verksam var Ored Arner ansedd som en av världens skickligaste kirurger och hade flera kända patienter som flögs in för att opereras av honom. Han är begravd på Maglehems kyrkogård.